# 법학 교육
법학 교육(法學敎育)은 일반적으로 법조인 혹은 법률인이 되고자 하는 사람이나, 법학 학위를 어떤 소정의 목적(정치, 학술, 경영 등)에 이용하고자 하는 사람에 대한 교육을 말한다. 법학 교육은 다음과 같은 것들을 망라한다:
- 법학에 관한 기초 학위. 나라별로 다르지만 학부나 대학원 수준에서 공부해야 함.
- 실무 단계에 진입하기 전 예비 변호사들이 통과해야 할 직무 과정.
- 더 높은 수준의 학술 학위.

## 법학 교육 (일반론)
법학 교육은 개업 변호사로 활동하기 위한 자격을 주기 위한 교육 외에도, 학술적 학위 등을 위한 교육을 망라한다.
미국 등을 제외한 여러 나라에서는 법학 학위는 학부 레벨의 학위이다. 이러한 나라들을 제외한 나라들에서는 국가 고시를 거치면 변호사가 될 수 있는 자격이 주어진다. 그러한 나라들에서는, 법학 대학원 교육은, 일반적으로, 학술적 학위 경력을 쌓아나가기 위한 출발점 역할을 한다든지, 법의 한 전문적인 분야의 전문가가 되기 위한 출발점 역할을 한다.

## 같이 보기
- 로스쿨 목록
- 일본의 법학대학원
- IRAC